# Può succedere anche a te
Può succedere anche a te (It Could Happen to You) è un film del 1994 diretto da Andrew Bergman.

## Trama
New York, Charlie Lang è un poliziotto scrupoloso e onesto, amato da ragazzi e adulti del sobborgo di Queens, e sposato con una ambiziosa parrucchiera, Muriel. Un giorno entra col collega e amico Bo William in un bar a prendersi un caffè ma sono in servizio e devono andare via subito quindi Charlie va a pagare ma si rende conto di non avere spiccioli per la mancia. Nel portafogli però ha un biglietto della lotteria e promette alla cameriera Yvonne Biasi di tornare l'indomani o con la mancia, o con la metà dell'eventuale vincita di quel biglietto della lotteria. Finalmente c'è l'estrazione, il biglietto si rivela vincente e Muriel, tanto ambiziosa quanto petulante, è stordita per la vincita mentre Charlie è seriamente intenzionato a mantenere la promessa fatta alla cameriera.
La faccenda va su tutti i giornali, e due milioni di dollari finiscono nelle tasche di Yvonne, separata dal marito Eddie, che compra il fast food in cui lavora, mentre Muriel si lancia negli affari guidata da un viscido individuo conosciuto alla festa dei vincitori della lotteria, Jack Gross. Mentre Muriel si fa sempre più scorbutica e assetata di lusso e di denaro, Charlie fa amicizia con Yvonne: i due pattinano, regalano biglietti ai passeggeri della metropolitana, affittano lo Yankee Stadium per una partita di baseball coi ragazzi di Queens.
Scoperto da Muriel, Charlie viene cacciato di casa, Yvonne nel frattempo si allontana dalla sua casa perché assillata dall'ex-marito che vuole i suoi soldi per poter fondare una sua compagnia teatrale. I due si ritrovano all'hotel Plaza e passano la notte insieme, ma il loro incontro finisce su tutti i giornali. Furiosa, Muriel fa causa a Charlie per portargli via tutti i soldi, compresi quelli donati a Yvonne, facendoli anche passare per falsi e manipolatori, e vince.
Yvonne, sentendosi in colpa, sparisce. Ma Charlie, temporaneamente ospitato da Bo e la sua famiglia, la ritrova e le giura che vuole lei e non i soldi. All'incontro assiste un giornalista travestito da barbone, a cui Yvonne dà da mangiare gratis nel suo locale, e che narra la romantica storia del poliziotto e della cameriera, intenzionati ad andare a vivere a Boston per non essere più infastiditi dalla stampa. Una colletta della cittadinanza fornisce i due di 600.000 dollari, permettendo così di rimanere a vivere a New York mantenendo i propri lavori, di divorziare e di sposarsi tra di loro. Inoltre, Eddie Biasi abbandona la carriera d'attore e si riduce a fare il tassista e Muriel torna a lavorare come manicure dopo che il neomarito Gross è scappato all'estero con tutto il suo capitale.